# آسیاب جعفری
بقایای آسیاب جعفری مربوط به دوره قاجار است و در شهرستان فسا، بخش مرکزی، دهستان صحرارود، ۲ کیلومتری جنوب غرب روستای دستجه واقع شده و این اثر در تاریخ ۲۶ اسفند ۱۳۸۶ با شمارهٔ ثبت ۲۱۸۶۰ به‌عنوان یکی از آثار ملی ایران به ثبت رسیده است.